# Cartagogena
Cartagogena is een geslacht van vlinders van de familie bladrollers (Tortricidae).

## Soorten
- C. februa Razowski, 1992
- C. ferruminata Razowski, 1992
- C. filtrata Razowski, 1992